# Volkach
Volkach è un comune tedesco di 8 789 abitanti, situato nel land della Baviera. Si trova lungo il Meno, nella zona vinicola della Franconia.